# 不丹羚牛
不丹羚牛（学名：Budorcas taxicolor whitei），一种分布于亚洲喜马拉雅山脉东部地区的羚牛亚种。

## 分类地位
不丹羚牛一般被视为羚牛（Budorcas taxicolor）的一个亚种，但是也有学者和文献将其视为独立物种。

## 形态特征
不丹羚牛体长1.70～2.20米，雄性比雌性略大，肩高1.07～1.4米，尾长10～20厘米。四肢、后躯、面部前半部及背部中脊条纹通常为黑色，其余大部分为深棕色，背部颜色较淡。